# Amalie von Gölnitz
Sophie Amalie Christine von Gölnitz (* 23. März 1780; † 16. November 1854 in Rottenburg am Neckar) war eine deutsche Vögtin, die minderjährig mit einem 20 Jahre älteren Grafen verheiratet wurde und später mit einem Soldatensohn durchbrannte. 

## Familie

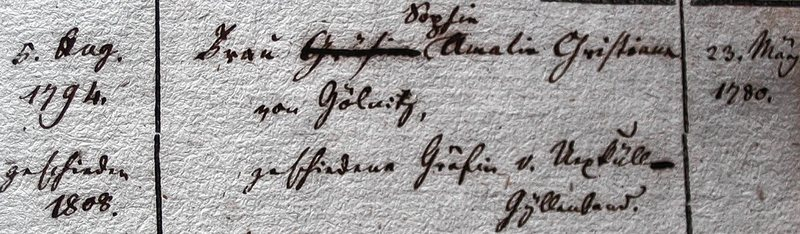
Heiratsurkunde im evangelischen Familienregister in Rottenburg: Pfarrer Weigelin aus Remmingsheim verschrieb sich bei der Eintragung mit „Frau Gräfin“ statt „Frau Vögtin“, vermutlich weil sie so angesprochen wurde.

Amalie von Gölnitz wurde im Alter von 14 Jahren mit Ludwig Karl Johann Otto, Graf von Uxkull-Gyllenband (* 15. Februar 1760) verheiratet und hatte mit ihm vier Kinder:
- Emilie Amalie von Uxkull-Gyllenband (* 13. Mai 1796) ⚭ NN von Laroche-Starkenfels
- Udo Woldemar Siegfried Gustav, Graf von Uxkull-Gyllenband * (7. Juni 1799) ⚭ Mathilde Freiin von Stain zum Rechtenstein
- Kuno Otto, Graf von Uxkull-Gyllenband * (4. September 1800) ⚭ Eleonore Zepf ⚭ (in zweiter Ehe:) Franziska Maria Katharina von Chrismar
- NN

## Leben
Die junge Gräfin verließ den 20 Jahre älteren Grafen Louis von Üxküll-Gyllenband und dessen Kinder und brannte mit dem von ihr als „Zigeuner“ beschriebenen Sohn des Landdragoners Reinhardt durch. Sie bekam zwei uneheliche Kinder, die bald nach der Geburt starben. Sie wurde für den „unehelichen Beischlaf“ jeweils zur Bezahlung einer Strafe verurteilt. Ihr Ehemann ließ sich 1808 von ihr scheiden und starb 1811 nach einem Jagdunfall, bei dem er sich stolpernd ins Knie geschossen hatte.
Wegen einer dritten unehelichen Schwangerschaft wurde die frühere Gräfin im Jahr 1811 inhaftiert. König Friedrich von Württemberg verzögerte ihre Haftentlassung bis zum Herbst 1812, und danach wohnte Amalie in Rottenburg am Neckar. Sie musste „kärglich leben“ und konnte nicht auf ihr unter Pflegschaft stehendes Vermögen zugreifen. Ihr Sohn Kuno Graf von Üxküll, der Königlicher Oberförster in Sulz am Neckar war und mit der Rottenburgerin Eleonore Zepf verheiratet war, kam von Zeit zu Zeit für die Schulden seiner Mutter auf. Amalie betreute nebenbei ihre Enkelin Emilie, eine uneheliche Tochter ihres Sohnes Udo, unter dem Tarnnamen „von Waldenstein“ als Kostkind.
Stadtpfarrer Gustav Ludwig Hoffmann war lange Jahre mit Amalie freundschaftlich verbunden und beschrieb sie in seinen Memoiren voller Hochachtung als eine bemerkenswerte Frau. 1854 starb die vollkommen verarmte Gräfin in ihrer Mietwohnung im Rottenburger Unterwässer (Bahnhofstraße 19).